# Xonrupt-Longemer
Xonrupt-Longemer ([ʃɔ̃ʁy lɔ̃ʒ(ə)mɛʁ] ) ist eine französische Gemeinde mit 1.475 Einwohnern (1. Januar 2022) im Département Vosges in der Region Grand Est (bis 2015 Lothringen). Sie gehört zum Arrondissement Saint-Dié-des-Vosges und zum Gemeindeverband Gérardmer Hautes Vosges.

## Geografie
Die Gemeinde Xonrupt-Longemer liegt auf ca. 720 m Meereshöhe in den Vogesen, unmittelbar östlich der Stadt Gérardmer. Das Gemeindegebiet umfasst das Tal der oberen Vologne einschließlich ihrer Quelle und die von ihr durchflossenen Gebirgsseen Lac de Longemer und Lac de Retournemer. Der Lac de Longemer ist mit 76 ha Fläche nach dem Lac de Gérardmer der zweitgrößte natürliche See im Département Vosges und wird im Sommer als Badesee genutzt. Der Karsee Lac de Retournemer ist fünf Hektar groß und wie die anderen beiden Seen in der Würmeiszeit entstanden. Das Gebiet der Gemeinde ist außerhalb der Siedlungszonen fast vollständig bewaldet (Forêt de Longemer, Forêt de Retournemer) und reicht im Osten bis zum Vogesenkamm, der die Grenze zum Département Haut-Rhin bildet. Der Kamm der Vogesen ist hier waldfrei, er erreicht mit 1306 m über dem Meer unweit des Hohneck die größte Höhe in der Gemeinde. Nachbargemeinden von Xonrupt-Longemer sind Gerbépal im Norden, Ban-sur-Meurthe-Clefcy und Le Valtin im Nordosten, Stosswihr im Osten, La Bresse im Süden sowie Gérardmer im Westen.

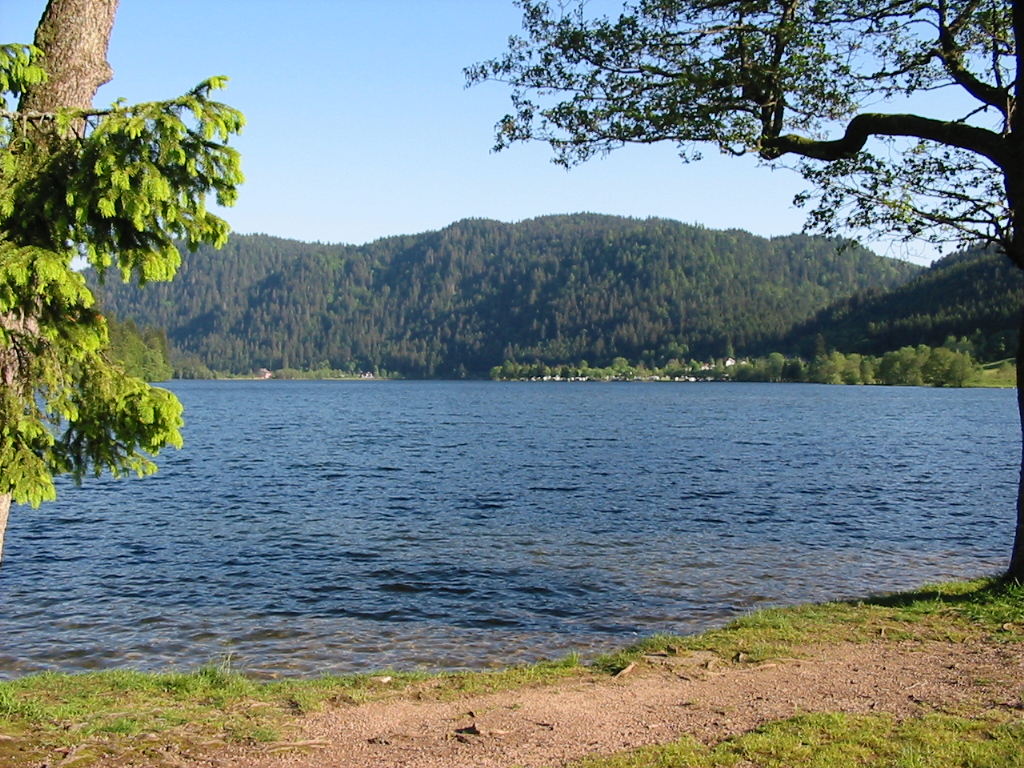
Lac de Longemer
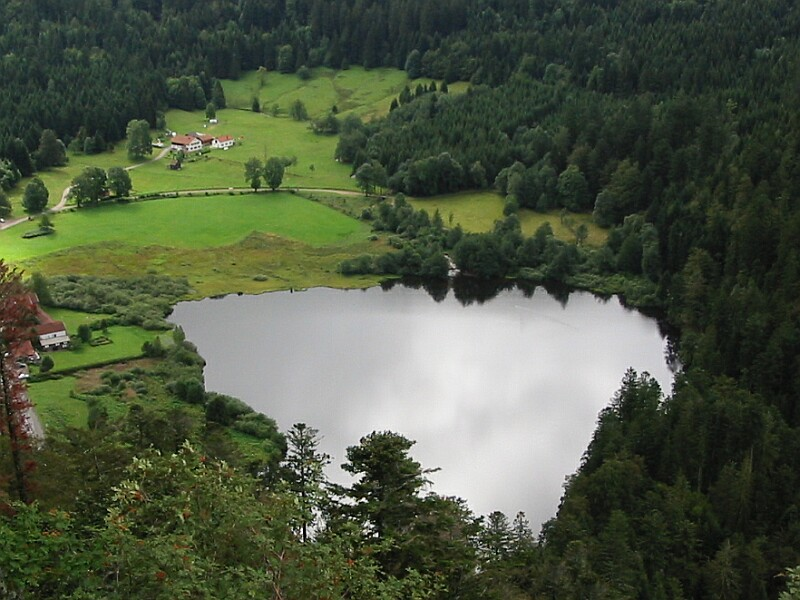
Lac de Retournemer

## Name
Als Xonruz wurde der Ort 1593 erstmals genannt, weitere Namensformen sind Xonrux (1593), Xonrup (1670) und Xonrupt (1777).
Die Silbe -rupt leitet sich von -ru, „Bach“ ab. Die Schreibweise „ru-pt“ entstand später.
Albert Dauzat (1877–1955) verstand das Xon- als ursprüngliches summum und deutete den Namen Xonrupt als Ganzes daher zunächst als „Bach in der Höhenlage“ oder „oberen Bachlauf“. Infolge seiner Zusammenarbeit mit Charles Rostaing gelangte Dauzat zu der Auffassung, dass sich Xon- vom germanischen Namen Sivo herleiten könne, was gleichfalls für Xonville im Département Meurthe-et-Moselle, das 849 als Sione villa bezeugt ist, zutreffe.

## Geschichte
Die Gemeinde entstand am 22. Oktober 1919 durch Abtrennung vom Gebiet der Stadt Gérardmer. 1938 wurde der Gemeindename von Xonrupt auf Xonrupt-Longemer erweitert.

### Bevölkerungsentwicklung
| Jahr      | 1962 | 1968 | 1975 | 1982 | 1990 | 1999 | 2006 | 2016 | 2022 |
| --------- | ---- | ---- | ---- | ---- | ---- | ---- | ---- | ---- | ---- |
| Einwohner | 930  | 1027 | 1101 | 1333 | 1415 | 1489 | 1557 | 1526 | 1475 |

Im Jahr 1946 wurde mit 465 Bewohnern die bisher geringste Einwohnerzahl ermittelt. Die Zahlen basieren auf den Daten von cassini.ehess und INSEE.

## Sehenswürdigkeiten
- Kapelle Saint-Florent-des-Graviers
- Pont des Fées, eine Brücke über die Vologne aus dem 18. Jahrhundert
- Roche du Diable, ein Felsentor
- Vogesenkamm mit alpiner Vegetation (Jardin d’Altitude, Jardin alpin du Haut Chitelet)

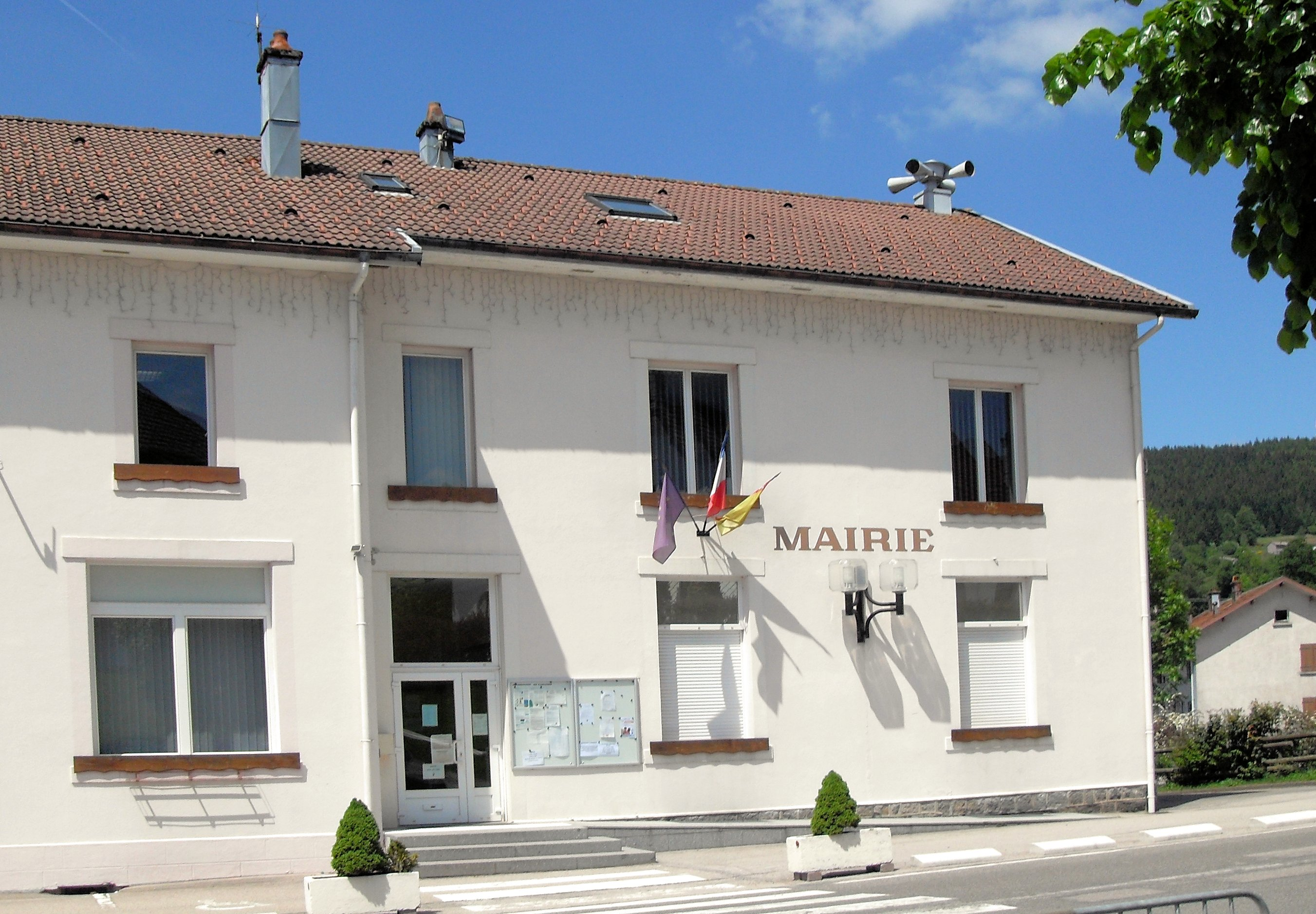
Mairie Xonrupt-Longemer
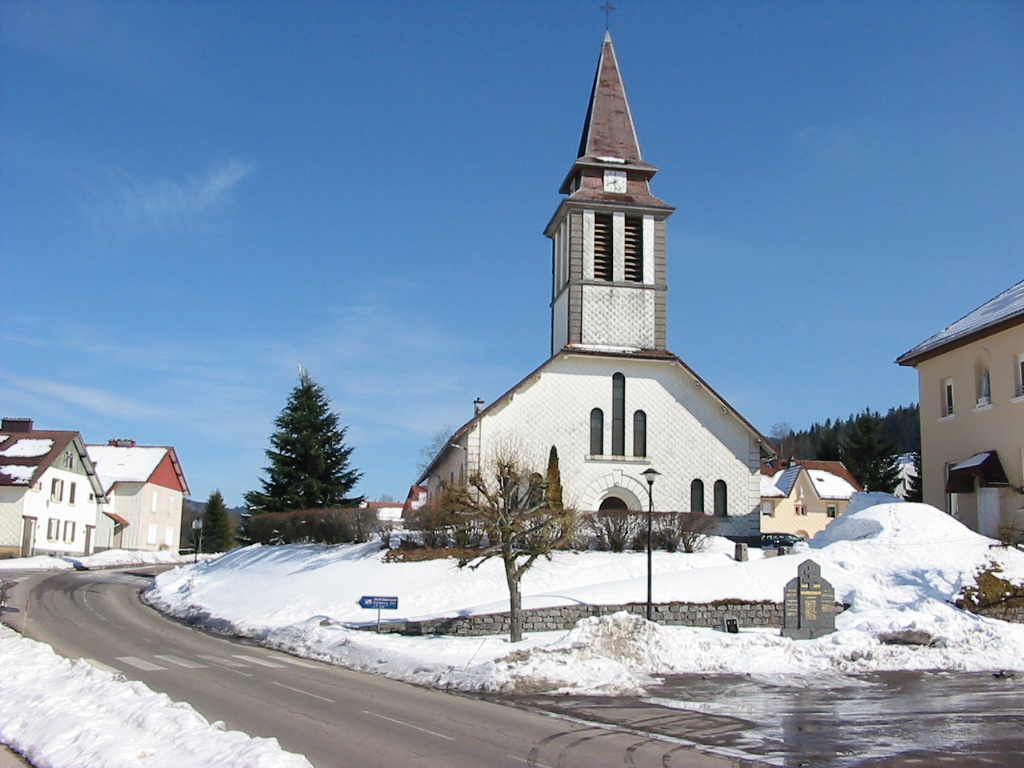
Ortszentrum mit Kirche
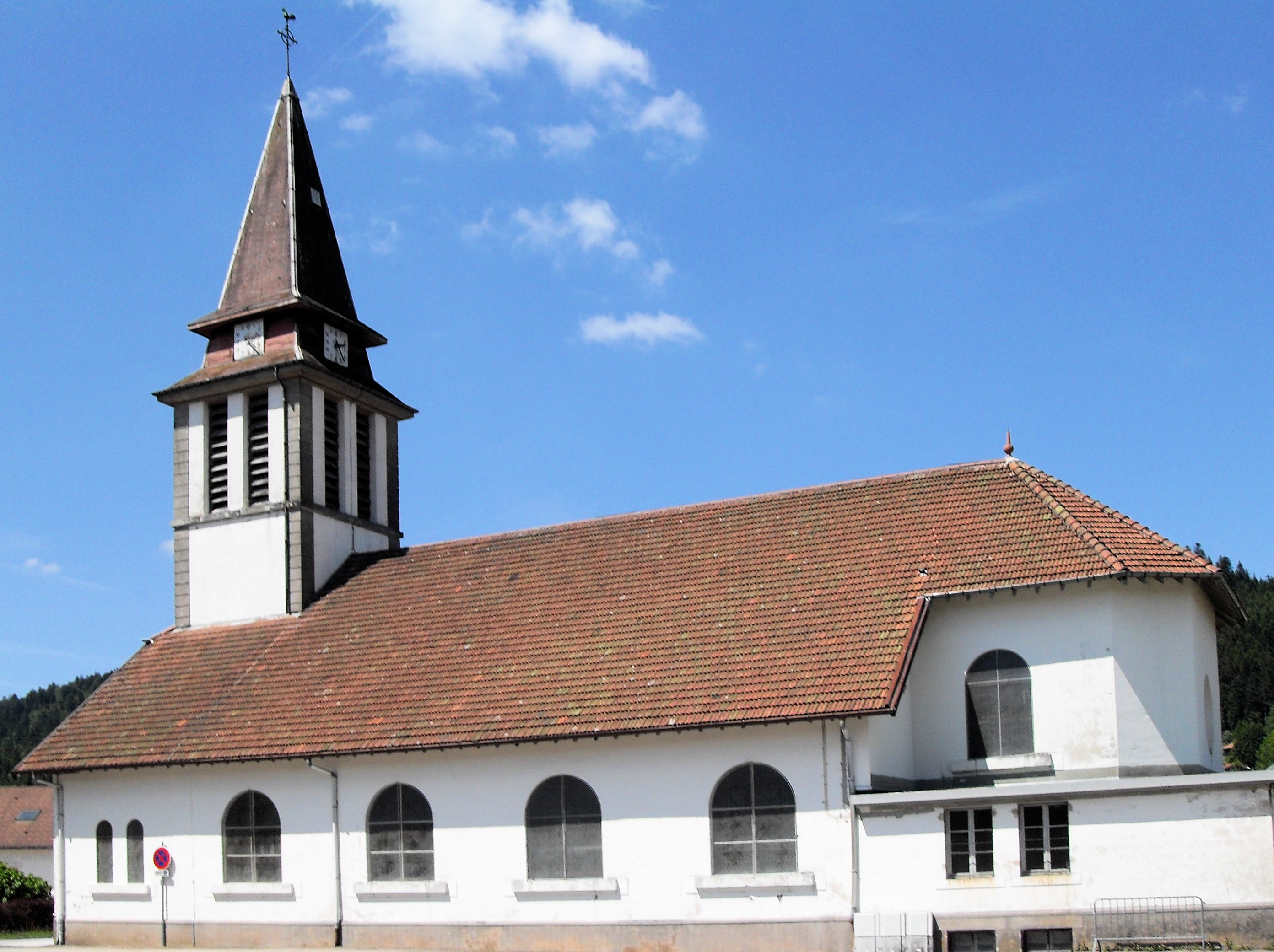
Kirche Sainte-Bernadette
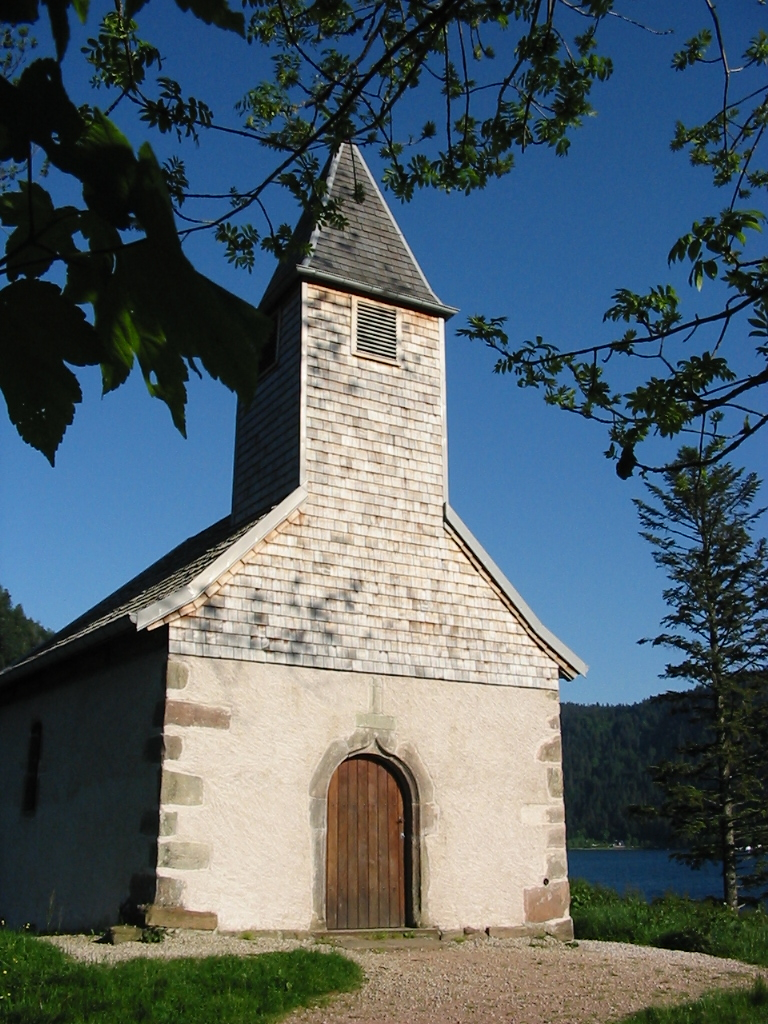
Saint-Florent-des-Graviers
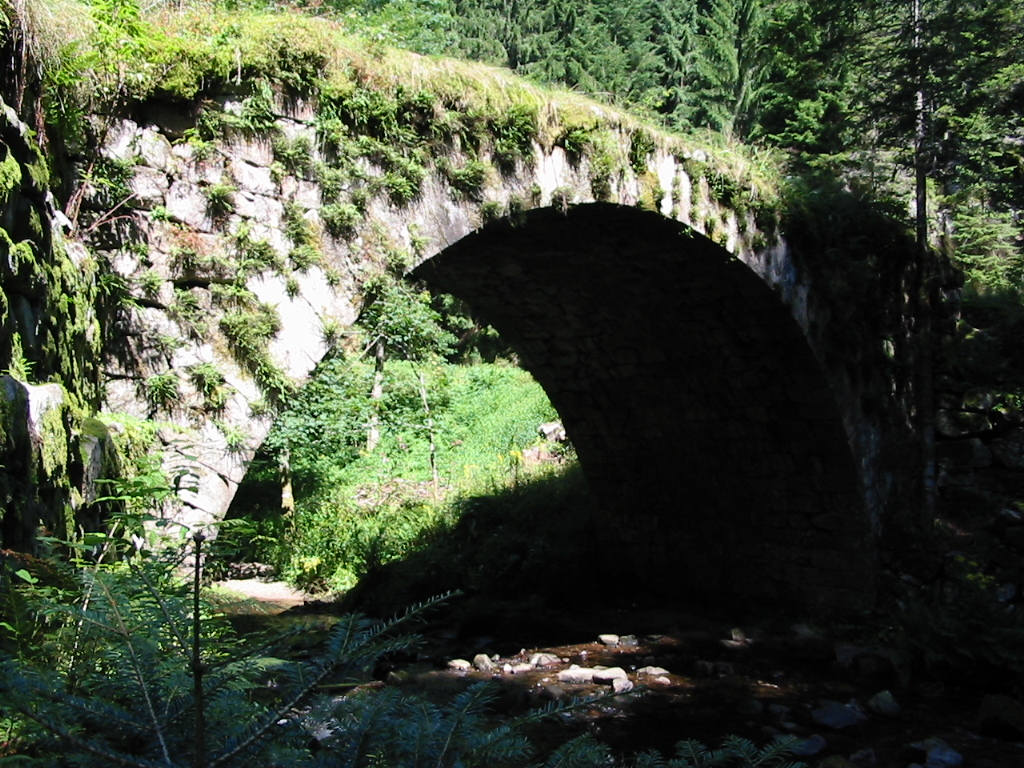
Pont des Fées
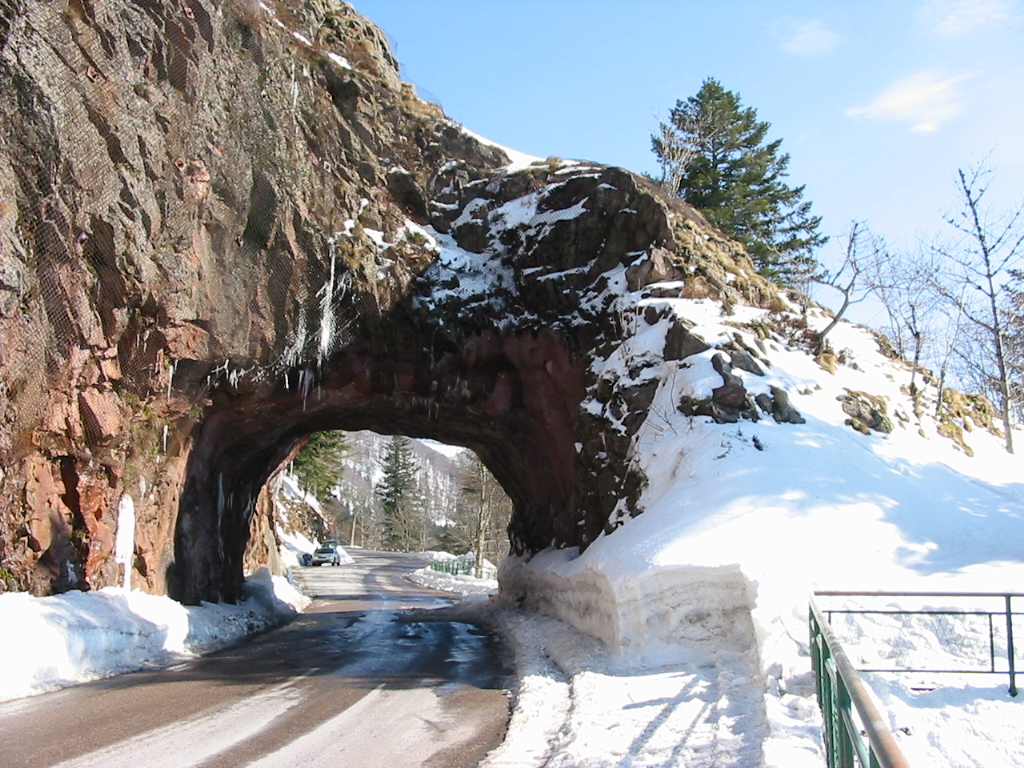
Roche du Diable
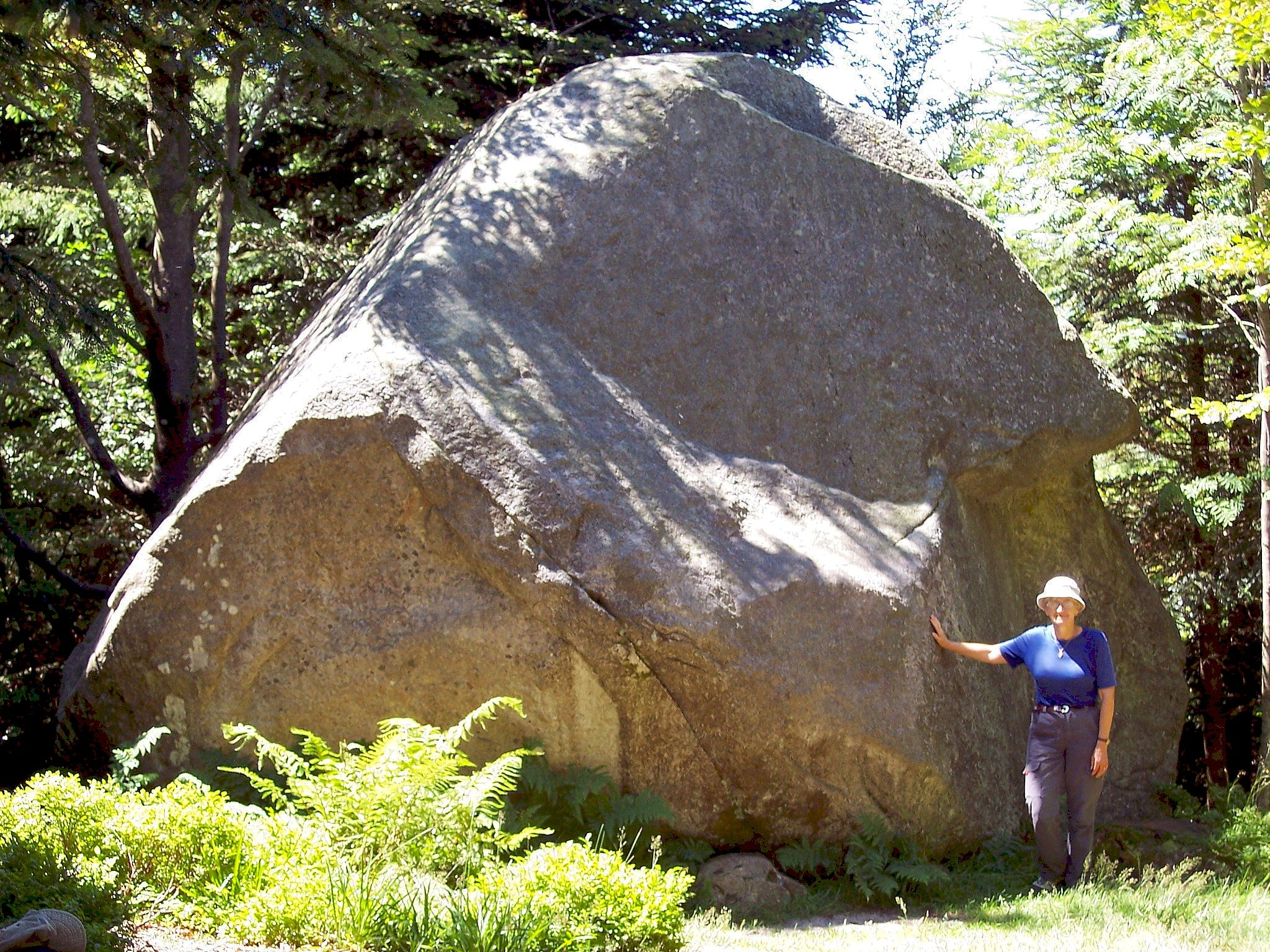
La boule du Diable

## Wirtschaft und Infrastruktur
Haupterwerbszweig ist der Tourismus mit zahlreichen Hotels und Pensionen. Im Sommer ist der Lac de Longemer Anziehungspunkt für die Touristen, im Winter sind es die Skigebiete am und auf dem Vogesenkamm. In der Gemeinde gibt es eine Bäckerei, einen Metzger, ein Lebensmittelgeschäft, eine Buchhandlung, eine Apotheke, ein Geschäft für Haushaltsgeräte, ein Sportgeschäft und mehrere Textiliengeschäfte. Insgesamt sind in Xonrupt-Longemer 32 Einzelhandelsbetriebe ansässig.
Der Wintersportanlagen wurden stillgelegt.
Durch die Gemeinde Xonrupt-Longemer führt die wichtige überregionale Straße von Colmar über den Col de la Schlucht nach Épinal. Von dieser Straße (D 417) zweigt in Xonrupt-Longemer die Straße D 8 über den Col de Martimpré nach Saint-Dié-des-Vosges ab. Auch die Vogesenkammstraße Route des Crêtes führt durch das Gebiet der Gemeinde.

## Belege
1. ↑  Artikel „Xonville“ in: Albert Dauzat, Charles Rostaing: Dictionnaire étymologique des noms de lieu en France. Librairie Guénégaud, Paris, 1979, ISBN 2-85023-076-6, S. 736b.
2. ↑  Auguste Longnon: Les noms de lieu de la France: leur origine, leur signification (= Burt Franklin bibliography and reference series, 487). B. Franklin, New York, 1973, ISBN 0-8337-2142-9, S. 243 (Reprint der Ausgabe 1920–1929).
3. ↑  Ernest Nègre: Toponymie générale de la France. Librairie Droz, Genf, 2. Auflage, 1996, ISBN 2-600-00133-6, S. 1102.
Artikel „Rupt“ in: Albert Dauzat, Charles Rostaing: Dictionnaire étymologique des noms de lieu en France. Librairie Guénégaud, Paris, 1979, ISBN 2-85023-076-6.
4. ↑  Albert Dauzat: Le français moderne, Band 10. J. L. L. d’Artrey, 1942, S. 318: „Au sujet des composés en -ru (rupt, ruisseau), Xonrupt doit être le ruisseau de la hauteur, summum (cf. le signal du Xon, entre Metz et Nancy). Et Xamontarupt, (Chamontarus, XIVe s.) ne représente-t-il pas dans son premier élément, un calmis-mons, formation si répandue?“
5. ↑  Albert Dauzat, Charles Rostaing: Dictionnaire étymologique des noms de lieu en France.
6. ↑  Geschichte von Xonrupt-Longemer (französisch)
7. ↑  Ortsname auf cassini.ehess.fr
8. ↑  Xonrupt-Longemer auf cassini.ehess
9. ↑  Xonrupt-Longemer auf INSEE
10. ↑  Einzelhandelsgeschäfte auf annuaire-mairie.fr (französisch)
11. ↑  Lifte/Bahnen Le Collet – Retournemer. Das Skigebiet wurde stillgelegt. Kein Skibetrieb mehr! In: skiresort.de. Abgerufen am 8. Juni 2021.